# Algemene Begraafplaats Soest
De Algemene Begraafplaats is een gemeentelijk monument op de hoek van de Veldweg met de Moenweg in de gemeente Soest in de provincie Utrecht.
In 1909 werd de begraafplaats aangelegd voor de Nederlands-Hervormde kerk. Vanaf 1924 werden er ook algemene graven uitgegeven. In de jaren dertig van de twintigste eeuw vond er een uitbreiding plaats met een aula en een extra looppad evenwijdig aan het oude middenpad. In augustus werd het een Algemene Beggraafplaats. In 1982 werden een rooms-katholiek en een Joods gedeelte toegevoegd. In de jaren erna kwam er bovendien een islamitisch gedeelte en een urnenveld.
De hoofdingang ligt bij de aula aan de Molenweg. Aan de rechterzijde bevindt zich het knekelhuis.

## Begraven op de algemene Begraafplaats
- J.H. Isings, tekenaar
- Rien Poortvliet, tekenaar
- Rinke Tolman, bioloog